# Гергана Димова
Гергана Димова е българска попфолк и фолклорна певица.

## Биография и творчество
Родена е на 12 юли 1985 г. в Димитровград. Завършва училище с художествена паралелка в родния си град. Още от тийнейджърските си години пее в различни заведения. Именно там трупа богат опит в изпълнението на различни стилове в музиката.
Явява се на кастинга на музикалното риалити шоу „Music Idol“ 2, където достига до малките концерти, а през 2009 година се класира на трето място в конкурса „Стани попфолк звезда“ в предаването „Шоуто на Слави“. През същата година участва и на конкурса „Евровизия“, където достига до полуфинал. През 2008 г. излиза дебютният ѝ и единствен албум „Цвете от Тракия“, включващ изцяло български фолклорни песни.
В репертоара на Гергана Димова влизат попфолк песни, балканска музика и фолклор.

## Дискография

### Студийни албуми
- Цвете от Тракия (2008)

### Други песни
- Прах (2011)
- Лоша игра (2011)
- Поканен си (2013)
- Опитай нощите (2014)
- Ти и само ти (2014)
- Мама Димитър думаше (2015)
- Недостъпна (2015)
- Мерцедес (дует с Дебора) (2015)
- Росни ми росни, Росице (2015)
- Отива ни (дует с Dejan Jovicic) (2015)
- Признах те (2016)
- Стани, стани, моме ле (2017)
- Карамфил, невесто (2017)
- Болен лежи млад Стоян (2018)
- Горице, ситна, зелена (2019)
- Три години (2019)

## Видеоклипове
| Видеоклип     | Премиера   | Режисьор          |
| ------------- | ---------- | ----------------- |
| Лоша игра     | 22.06.2011 | Йовко Петров      |
| Поканен си    | 08.11.2013 | Front Line Cinema |
| Опитай нощите | 23.05.2014 |                   |
| Ти и само ти  | 27.11.2014 |                   |
| Недостъпна    | 17.04.2015 | N-Team            |
| Мерцедес      | 09.07.2015 | Front Line Cinema |
| Отива ни      | 08.10.2015 | Front Line Cinema |
| Признах те    | 31.03.2016 |                   |